# Teteș, Teceu
Teteș (în ucraineană Топчино, transliterat: Topciîno) este o comună în raionul Teceu, regiunea Transcarpatia, Ucraina, formată numai din satul de reședință.

## Demografie
Componența lingvistică a comunei Teteș
     Română (99,1%)
     Alte limbi (0,76%)
Conform recensământului din 2001, majoritatea populației comunei Teteș era vorbitoare de română (99,1%), existând în minoritate și vorbitori de alte limbi.